# Elly Witkamp
Ellen Henriëtte Albertine (Elly) Witkamp (Hilversum, 27 juni 1935 – Kantens, 16 februari 2021) was een Nederlandse sprintster, die in de jaren vijftig van de 20e eeuw op nationaal niveau actief was. Ze was enkele malen sprintkampioene bij de meisjes, betrokken bij de vestiging van verschillende nationale jeugdrecords en nam eenmaal deel aan Europese kampioenschappen.

## Loopbaan
Witkamp, die lid was van de atletiekvereniging GAC in Hilversum, werd in 1952 en 1953 Nederlands jeugdkampioene op de 80 m, wat in die tijd voor meisjes het gangbare sprintnummer was. Dat tweede jaar verbeterde ze ook het nationale jeugdrecord op dit onderdeel: allereerst evenaarde ze het bestaande record van 10,2 s, om er enkele weken later 10,0 van te maken. In 1953 was ze tevens betrokken bij de verbetering van het nationale meisjesrecord voor clubteams op de 4 x 80 m estafette; bij een eerste gelegenheid evenaarde het meisjesteam van GAC met Witkamp in de gelederen het bestaande record van 40,6, om het drie weken later te verbeteren tot 40,1.
Witkamp, die enkele malen werd opgesteld bij landenwedstrijden tegen Duitsland, Frankrijk en Polen, nam in 1954 deel aan de Europese atletiekkampioenschappen in Bern, waar zij op de 100 m in haar serie als vierde in 12,7 werd uitgeschakeld.
In 1959 trouwde Elly Witkamp met Bé Holst, in diezelfde periode een vooraanstaand Nederlands sprinter. Er wordt wel beweerd dat het tweetal op dat moment het snelste echtpaar van Europa was.
In 2009 werd Elly Witkamp benoemd tot lid in de Orde van Oranje-Nassau.

## Persoonlijke records
| Onderdeel | Prestatie | Datum        | Plaats    |
| --------- | --------- | ------------ | --------- |
| 100 m     | 11,9 s    | 10 juni 1956 | Rotterdam |
| 200 m     | 25,0 s    | 24 juni 1956 | Beverwijk |

## Onderscheidingen
- Lid in de Orde van Oranje-Nassau - 2009